# Brazilská katolická apoštolská církev
Brazilská katolická apoštolská církev (port. Igreja Católica Apostólica Brasileira, ICAB) je na Římu nezávislá katolická církev. V červenci 1945 ji založil původně římskokatolický brazilský biskup, kritik Svatého stolce i papežské neomylnosti, Carlos Duarte Costa. Učinil tak několik dní poté, co byl pro své názory z římskokatolické církve exkomunikován.                                                                                                                                                                                                                                                                                                                                                                          V roce 1973 měla 34 biskupů a na 200 kněží.
Tato církev se dělí na 58 diecézí, v roce 2000 dosahoval počet jejích členů 0,5 milionu věřících.

## Charakteristika
Brazilská katolická apoštolská církev uznává nicejské, Atanášovo a apoštolské vyznání i sedm svátostí. Svaté přijímání umožňuje všem křesťanům, kteří uznávají, že je při něm svým tělem a krví reálně přítomen Ježíš Kristus. 
Duarte Costa zavedl v ICAB řadu reforem v oblastech, které v římskokatolické církvi vnímal jako problematické:
- byl zrušen kněžský celibát
- liturgie byla přeložena do místního jazyka
- od kněží se očekávalo, že budou žít a pracovat mezi lidmi a vydělávat si na živobytí světským zaměstnáním
- rozvod je chápán jako součást reality života; po církevním přezkoumání je možný další sňatek
- křtěny jsou i děti rozvedených či bez partnera žijících rodičů
- za určitých okolností (např. jako prevence nemoci) je za přijatelnou považována kontrola porodnosti.

ICAB se však staví proti potratům, eutanazii, trestu smrti i jiným způsobům zmaření lidského života. 

## Historie
V roce 1949 brazilská vláda dočasně pozastavila všechny veřejné bohoslužby ICAB, protože podle ní byly matoucí svou podobností s bohoslužbami římskokatolické církve. O několik měsíců později však byly kostely ICAB znovu otevřeny pod podmínkou, že liturgie nebude shodná a že její kněží budou nosit šedý kněžský oděv na rozdíl od černého užívaného v římskokatolické církvi. 
V roce 1961 Carlos Duarte Costa zemřel a ICAB několik následujících let procházela neshodami a rozvratem. O vedení církve usilovalo několik uchazečů. Stabilitu a rozvoj jí poté přineslo vedení biskupa Luise Fernanda Castilla Mendeze.